# Lista de unidades federativas do Brasil por acesso à rede de esgoto
| 95% ou mais 80-94,9% 65-79,9% 50-64,9% | 35-49,9% 20-34,9% 5-19,9% até 4,9% |

Mapa das unidades federativas do Brasil por população servida com cobertura de esgotamento sanitário em 2010.

Esta é uma lista de unidades federativas do Brasil por acesso à rede de esgoto publicada pelo Instituto Brasileiro de Geografia e Estatística (IBGE) com dados referentes ao ano de 2022. Os dados abrangem o percentual de domicílios e de moradores com acesso ao esgotamento sanitário. A rede de esgoto atinge 62,5% dos domicílios brasileiros, abrangendo tanto a rede geral de esgoto quanto fossas sépticas que estejam ligadas à rede.
De acordo com dados do IBGE, após a década de 1990 houve um considerável aumento do índice no Brasil. Em 2000, a porcentagem de municípios que possuíam rede de coleta de esgoto era de 33,5%, enquanto que em 2008 o valor era de 45,7%. Porém nota-se que o aumento do percentual foi maior nos principais centros urbanos do país, principalmente em áreas litorâneas e nas regiões de influência imediata das capitais estaduais, além das cidades médias.

## Classificação por unidade da federação
| Posição | Unidade federativa  | Região geográfica | Domicílios com rede de esgoto (%) | Moradores servidos por esgotamento sanitário (%) |
| ------- | ------------------- | ----------------- | --------------------------------- | ------------------------------------------------ |
| 1       | São Paulo           | Sudeste           | 93,6%                             | 93,3%                                            |
| 2       | Distrito Federal    | Centro-Oeste      | 89,9%                             | 89,2%                                            |
| 3       | Rio de Janeiro      | Sudeste           | 88,9%                             | 88,3%                                            |
| 4       | Minas Gerais        | Sudeste           | 81,4%                             | 81,2%                                            |
| 5       | Espírito Santo      | Sudeste           | 78,2%                             | 76,8%                                            |
| 6       | Paraná              | Sul               | 73,7%                             | 73,5%                                            |
| 7       | Rio Grande do Sul   | Sul               | 71,0%                             | 70,4%                                            |
| 8       | Pernambuco          | Nordeste          | 65,1%                             | 64,1%                                            |
| 9       | Goiás               | Centro-Oeste      | 61,7%                             | 60,8%                                            |
| 10      | Santa Catarina      | Sul               | 61,4%                             | 60,5%                                            |
| 11      | Bahia               | Nordeste          | 59,5%                             | 57,8%                                            |
| 12      | Mato Grosso do Sul  | Centro-Oeste      | 57,2%                             | 57,6%                                            |
| 13      | Roraima             | Norte             | 56,0%                             | 56,1%                                            |
| 14      | Ceará               | Nordeste          | 52,8%                             | 52,4%                                            |
| 15      | Sergipe             | Nordeste          | 51,0%                             | 51,1%                                            |
| 16      | Paraíba             | Nordeste          | 49,9%                             | 48,4%                                            |
| 17      | Acre                | Norte             | 47,7%                             | 44,7%                                            |
| 18      | Amazonas            | Norte             | 47,0%                             | 44,2%                                            |
| 19      | Alagoas             | Nordeste          | 40,6%                             | 39,7%                                            |
| 20      | Tocantins           | Norte             | 39,8%                             | 39,1%                                            |
| 21      | Mato Grosso         | Centro-Oeste      | 37,4%                             | 37,2%                                            |
| 22      | Rio Grande do Norte | Nordeste          | 35,8%                             | 34,8%                                            |
| 23      | Maranhão            | Nordeste          | 26,8%                             | 25,2%                                            |
| 24      | Rondônia            | Norte             | 23,5%                             | 24,1%                                            |
| 25      | Pará                | Norte             | 21,7%                             | 20,5%                                            |
| 26      | Amapá               | Norte             | 20,7%                             | 20,6%                                            |
| 27      | Piauí               | Nordeste          | 18,1%                             | 17,9%                                            |

## Classificação por região
| Posição | Região geográfica | Domicílios com rede de esgoto (%) |
| ------- | ----------------- | --------------------------------- |
| 1       | Sudeste           | 89,1%                             |
| 2       | Sul               | 69,8%                             |
| 3       | Centro-Oeste      | 61,2%                             |
| 4       | Nordeste          | 50,2%                             |
| 5       | Norte             | 31,1%                             |

## Nota
1 Duas primeiras formas de esgotamento são consideradas adequadas pelo PLANSAB e totalizam 75,7%, considerados tanto domicílios em zona urbana quanto rural.